# Merremia rajasthanensis
Merremia rajasthanensis är en vindeväxtart som beskrevs av M.M. Bhandari. Merremia rajasthanensis ingår i släktet Merremia och familjen vindeväxter. Inga underarter finns listade i Catalogue of Life.